# Мала Сочаница
Мала Сочаница је насељено мјесто у општини Дервента, Република Српска, БиХ. Према попису становништва из 2013. у насељу је живјело 222 становника.

## Становништво
| Демографија | Демографија | Демографија |
| Година      | Становника  | Становника  |
| ----------- | ----------- | ----------- |
| 1971.       | 827         |             |
| 1981.       | 844         |             |
| 1991.       | 759         |             |
| 2013.       | 222         |             |